# Aulnay-sous-Bois
Aulnay-sous-Bois település Franciaországban, Seine-Saint-Denis megyében. Lakosainak száma 86 360 fő (2022. január 1.). Aulnay-sous-Bois Gonesse, Livry-Gargan, Les Pavillons-sous-Bois, Le Blanc-Mesnil, Bondy, Sevran és Villepinte községekkel határos.

## Népesség
A település népességének változása:
| Lakosok száma | 82 634 | 83 584 | 85 214 | 85 740 | 86 278 | 86 969 | 86 485 | 86 135 | 86 360 |
|               | 2013   | 2015   | 2016   | 2017   | 2018   | 2019   | 2020   | 2021   | 2022   |